# Passing (película)
Passing (titulada en territorios hispanohablantes como Claroscuro) es una película dramática del año 2021, escrita, producida y dirigida por Rebecca Hall en su debut directoral.
Rodada en blanco y negro, la película está basada en la novela homónima publicada por Nella Larsen en 1929. Su título hace referencia a las personas afroamericanas que tienen la piel lo suficientemente clara como para hacerse pasar por blancas, lo que recibe el nombre de passing.
El elenco está conformado por Tessa Thompson, Ruth Negga, André Holland, Bill Camp, Gbenga Akinnagbe, Antoinette Crowe-Legacy y Alexander Skarsgård.
El estreno mundial del filme tuvo lugar en el Festival de Cine de Sundance el 30 de enero de 2021 y llegó a los cines de manera limitada el 27 de octubre del mismo año, antes de ser exhibida por Netflix a partir del 10 de noviembre. Recibió críticas mayoritariamente positivas después de su estreno.

## Argumento
En la ciudad de Nueva York de los años 1920, el mundo de una mujer negra sufre un vuelco cuando se reencuentra con una antigua amiga de la infancia que finge ser una mujer blanca.

## Reparto
- Tessa Thompson como Irene «Reenie» Redfield.
- Ruth Negga como Clare Bellew.
- André Holland como Brian Redfield.
- Alexander Skarsgård como John Bellew.
- Bill Camp como Hugh Wentworth.
- Gbenga Akinnagbe como Dave Freedland.
- Antoinette Crowe-Legacy como Felise.
- Ashley Ware Jenkins como Zu.

## Premios y nominaciones
| Premio                                                            | Fecha                   | Categoría                                             | Nominado(s)                                                       | Resultado     | Ref.          |
| ----------------------------------------------------------------- | ----------------------- | ----------------------------------------------------- | ----------------------------------------------------------------- | ------------- | ------------- |
| Asociación de Críticos de Cine Afroamericanos                     | 17 de enero de 2022     | Top 10 Películas de 2021                              | Passing                                                           | Quinto lugar  | [ 1 ]         |
| Alianza de Mujeres Periodistas de Cine                            | 25 de enero de 2022     | Mejor película                                        | Passing                                                           | Nominada      | [ 2 ]         |
| Alianza de Mujeres Periodistas de Cine                            | 25 de enero de 2022     | Mejor director                                        | Rebecca Hall                                                      | Nominada      | [ 2 ]         |
| Alianza de Mujeres Periodistas de Cine                            | 25 de enero de 2022     | Mejor actriz                                          | Tessa Thompson                                                    | Nominada      | [ 2 ]         |
| Alianza de Mujeres Periodistas de Cine                            | 25 de enero de 2022     | Mejor actriz de reparto                               | Ruth Negga                                                        | Nominada      | [ 2 ]         |
| Alianza de Mujeres Periodistas de Cine                            | 25 de enero de 2022     | Mejor guion adaptado                                  | Rebecca Hall                                                      | Nominada      | [ 2 ]         |
| Alianza de Mujeres Periodistas de Cine                            | 25 de enero de 2022     | Mejor fotografía                                      | Eduard Grau                                                       | Nominado      | [ 2 ]         |
| Alianza de Mujeres Periodistas de Cine                            | 25 de enero de 2022     | Mejor directora                                       | Rebecca Hall                                                      | Nominada      | [ 2 ]         |
| Alianza de Mujeres Periodistas de Cine                            | 25 de enero de 2022     | Mejor guionista femenina                              | Rebecca Hall                                                      | Nominada      | [ 2 ]         |
| Alianza de Mujeres Periodistas de Cine                            | 25 de enero de 2022     | Interpretación más atrevida                           | Ruth Negga                                                        | Nominada      | [ 2 ]         |
| Artios Awards                                                     | 17 de marzo de 2022     | Mejor casting - Estudio o independiente (Drama)       | Laura Rosenthal, Kimberly Ostroy                                  | Pendiente     | [ 3 ]         |
| Asociación de Críticos de Cine de Austin                          | 11 de enero de 2022     | Mejor actriz de reparto                               | Ruth Negga                                                        | Nominada      | [ 4 ]         |
| Asociación de Críticos de Cine de Austin                          | 11 de enero de 2022     | Mejor película debut                                  | Rebecca Hall                                                      | Nominada      | [ 4 ]         |
| Premios BAFTA                                                     | 13 de marzo de 2022     | Mejor película británica                              | Nina Yang Bongiovi, Forest Whitaker, Rebecca Hall and Margot Hand | Pendiente     | [ 5 ]         |
| Premios BAFTA                                                     | 13 de marzo de 2022     | Mejor director, guionista o productor británico novel | Rebecca Hall                                                      | Pendiente     | [ 5 ]         |
| Premios BAFTA                                                     | 13 de marzo de 2022     | Mejor actriz in                                       | Tessa Thompson                                                    | Pendiente     | [ 5 ]         |
| Premios BAFTA                                                     | 13 de marzo de 2022     | Mejor actriz de reparto                               | Ruth Negga                                                        | Pendiente     | [ 5 ]         |
| Premios Black Reel                                                | 27 de febrero de 2022   | Mejor película                                        | Nina Yang Bongiovi, Forest Whitaker, Rebecca Hall y Margot Hand   | Pendiente     | [ 6 ]         |
| Premios Black Reel                                                | 27 de febrero de 2022   | Mejor director                                        | Rebecca Hall                                                      | Pendiente     | [ 6 ]         |
| Premios Black Reel                                                | 27 de febrero de 2022   | Mejor actriz                                          | Tessa Thompson                                                    | Pendiente     | [ 6 ]         |
| Premios Black Reel                                                | 27 de febrero de 2022   | Mejor actor de reparto                                | André Holland                                                     | Pendiente     | [ 6 ]         |
| Premios Black Reel                                                | 27 de febrero de 2022   | Mejor actriz de reparto                               | Ruth Negga                                                        | Pendiente     | [ 6 ]         |
| Premios Black Reel                                                | 27 de febrero de 2022   | Mejor guion                                           | Rebecca Hall                                                      | Pendiente     | [ 6 ]         |
| Premios Black Reel                                                | 27 de febrero de 2022   | Mejor reparto                                         | Kim Ostroy and Laura Rosenthal                                    | Pendiente     | [ 6 ]         |
| Premios Black Reel                                                | 27 de febrero de 2022   | Mejor banda sonora original                           | Devonté Hynes                                                     | Pendiente     | [ 6 ]         |
| Premios Black Reel                                                | 27 de febrero de 2022   | Mejor director emergente                              | Rebecca Hall                                                      | Pendiente     | [ 6 ]         |
| Premios Black Reel                                                | 27 de febrero de 2022   | Mejor guion debut                                     | Rebecca Hall                                                      | Pendiente     | [ 6 ]         |
| Premios Black Reel                                                | 27 de febrero de 2022   | Mejor fotografía                                      | Edu Grau                                                          | Pendiente     | [ 6 ]         |
| Premios Black Reel                                                | 27 de febrero de 2022   | Mejor diseño de producción                            | Marci Rodgers                                                     | Pendiente     | [ 6 ]         |
| Premios Black Reel                                                | 27 de febrero de 2022   | Mejor diseño de producción                            | Nora Mendis                                                       | Pendiente     | [ 6 ]         |
| Asociación de Críticos de Cine de Chicago                         | 15 de diciembre de 2021 | Mejor actriz de reparto                               | Ruth Negga                                                        | Ganadora      | [ 7 ] [ 8 ]   |
| Asociación de Críticos de Cine de Chicago                         | 15 de diciembre de 2021 | Premio Milos Stehlik al Cineasta Revelación           | Rebecca Hall                                                      | Nominada      | [ 7 ] [ 8 ]   |
| Asociación de Críticos de Cine de Dallas-Fort Worth               | 20 de diciembre de 2021 | Mejor actriz de reparto                               | Ruth Negga                                                        | Quinto lugar  | [ 9 ]         |
| Premios del Sindicato de Directores                               | 12 de marzo de 2022     | Mejor director - Película debut                       | Rebecca Hall                                                      | Pendiente     | [ 10 ]        |
| Florida Film Critics Circle                                       | 22 de diciembre de 2022 | Mejor actriz de reparto                               | Ruth Negga                                                        | Nominada      | [ 11 ]        |
| Florida Film Critics Circle                                       | 22 de diciembre de 2022 | Mejor película debut                                  | Rebecca Hall                                                      | Nominada      | [ 11 ]        |
| Georgia Film Critics Association                                  | 14 de enero de 2022     | Mejor actriz de reparto                               | Ruth Negga                                                        | Nominada      | [ 12 ]        |
| Premios Globo de Oro                                              | 9 de enero de 2022      | Mejor actriz de reparto                               | Ruth Negga                                                        | Nominada      | [ 13 ] [ 14 ] |
| Premios Gotham                                                    | 29 de noviembre de 2021 | Mejor película                                        | Passing                                                           | Nominada      | [ 15 ]        |
| Premios Gotham                                                    | 29 de noviembre de 2021 | Premio Bingham Ray al director revelación             | Rebecca Hall                                                      | Nominada      | [ 15 ]        |
| Premios Gotham                                                    | 29 de noviembre de 2021 | Mejor guion                                           | Rebecca Hall                                                      | Nominada      | [ 15 ]        |
| Premios Gotham                                                    | 29 de noviembre de 2021 | Mejor actuación protagonista                          | Tessa Thompson                                                    | Nominada      | [ 15 ]        |
| Premios Gotham                                                    | 29 de noviembre de 2021 | Mejor actuación de reparto                            | Ruth Negga                                                        | Nominada      | [ 15 ]        |
| Asociación de Críticos de Hollywood                               | 28 de febrero de 2022   | Mejor actriz de reparto                               | Ruth Negga                                                        | Pendiente     | [ 16 ]        |
| Asociación de Críticos de Hollywood                               | 28 de febrero de 2022   | Mejor director                                        | Rebecca Hall                                                      | Pendiente     | [ 16 ]        |
| Asociación de Críticos de Hollywood                               | 28 de febrero de 2022   | Mejor guion adaptado                                  | Rebecca Hall                                                      | Pendiente     | [ 16 ]        |
| Asociación de Críticos de Hollywood                               | 28 de febrero de 2022   | Mejor película debut                                  | Passing                                                           | Pendiente     | [ 16 ]        |
| Premios Independent Spirit                                        | 6 de marzo de 2022      | Mejor actriz de reparto                               | Ruth Negga                                                        | Pendiente     | [ 17 ]        |
| Premios Independent Spirit                                        | 6 de marzo de 2022      | Mejor fotografía                                      | Eduard Grau                                                       | Pendiente     | [ 17 ]        |
| IndieWire Critics Poll                                            | 13 de diciembre de 2021 | Mejor película                                        | Passing                                                           | Noveno lugar  | [ 18 ]        |
| IndieWire Critics Poll                                            | 13 de diciembre de 2021 | Mejor actuación                                       | Tessa Thompson                                                    | Séptimo lugar | [ 18 ]        |
| IndieWire Critics Poll                                            | 13 de diciembre de 2021 | Mejor fotografía                                      | Eduard Grau                                                       | Octavo lugar  | [ 18 ]        |
| IndieWire Critics Poll                                            | 13 de diciembre de 2021 | Mejor película debut                                  | Rebecca Hall                                                      | Nominada      | [ 18 ]        |
| International Cinephile Society                                   | 6 de febrero de 2022    | Mejor actriz de reparto                               | Ruth Negga                                                        | Ganadora      | [ 19 ]        |
| International Cinephile Society                                   | 6 de febrero de 2022    | Mejor guion adaptado                                  | Rebecca Hall                                                      | Nominada      | [ 19 ]        |
| International Cinephile Society                                   | 6 de febrero de 2022    | Mejor película debut                                  | Rebecca Hall                                                      | Nominada      | [ 19 ]        |
| London Film Critics' Circle                                       | 7 de febrero de 2022    | Mejor actriz de reparto                               | Ruth Negga                                                        | Ganadora      | [ 20 ]        |
| London Film Critics' Circle                                       | 7 de febrero de 2022    | Mejor actriz británica/irlandesa del año              | Ruth Negga                                                        | Nominada      | [ 20 ]        |
| London Film Critics' Circle                                       | 7 de febrero de 2022    | Cineasta británica/irlandesa revelación               | Rebecca Hall                                                      | Ganadora      | [ 20 ]        |
| National Society of Film Critics                                  | 8 de enero de 2022      | Mejor actriz de reparto                               | Ruth Negga                                                        | Ganadora      | [ 21 ]        |
| Críticos de Cine de Nueva York en Línea                           | 12 de diciembre de 2021 | Mejor actriz                                          | Tessa Thompson                                                    | Ganadora      | [ 22 ]        |
| Críticos de Cine de Nueva York en Línea                           | 12 de diciembre de 2021 | Mejor actriz de reparto                               | Ruth Negga                                                        | Ganadora      | [ 22 ]        |
| Críticos de Cine de Nueva York en Línea                           | 12 de diciembre de 2021 | Mejor director debutante                              | Rebecca Hall                                                      | Ganadora      | [ 22 ]        |
| Críticos de Cine de Nueva York en Línea                           | 12 de diciembre de 2021 | Top 10 Películas                                      | Passing                                                           | Ganadora      | [ 22 ]        |
| Sociedad de Críticos de Cine en Línea                             | 24 de enero de 2022     | Mejor actriz de reparto                               | Ruth Negga                                                        | Nominada      | [ 23 ]        |
| Sociedad de Críticos de Cine en Línea                             | 24 de enero de 2022     | Mejor guion adaptado                                  | Rebecca Hall                                                      | Nominada      | [ 23 ]        |
| Sociedad de Críticos de Cine en Línea                             | 24 de enero de 2022     | Mejor cineasta revelación                             | Rebecca Hall                                                      | Nominada      | [ 23 ]        |
| San Diego Film Critics Society                                    | 10 de enero de 2022     | Mejor actriz de reparto                               | Ruth Negga                                                        | Ganadora      | [ 24 ]        |
| San Diego Film Critics Society                                    | 10 de enero de 2022     | Mejor guion adaptado                                  | Rebecca Hall                                                      | Nominada      | [ 24 ]        |
| Círculo de Críticos de Cine del Área de la Bahía de San Francisco | 10 de enero de 2022     | Mejor guion adaptado                                  | Rebecca Hall                                                      | Nominada      | [ 25 ]        |
| Círculo de Críticos de Cine del Área de la Bahía de San Francisco | 10 de enero de 2022     | Mejor actriz                                          | Tessa Thompson                                                    | Nominada      | [ 25 ]        |
| Círculo de Críticos de Cine del Área de la Bahía de San Francisco | 10 de enero de 2022     | Mejor actriz de reparto                               | Ruth Negga                                                        | Nominada      | [ 25 ]        |
| Premios Satellite                                                 | 18 de marzo de 2022     | Mejor actriz de reparto                               | Ruth Negga                                                        | Pendiente     | [ 26 ]        |
| Premios Satellite                                                 | 18 de marzo de 2022     | Mejor guion adaptado                                  | Rebecca Hall y Nella Larsen                                       | Pendiente     | [ 26 ]        |
| Premios del Sindicato de Actores                                  | 27 de febrero de 2022   | Mejor actriz de reparto                               | Ruth Negga                                                        | Pendiente     | [ 27 ]        |
| Seattle Film Critics Society                                      | 17 de enero de 2022     | Mejor actriz de reparto                               | Ruth Negga                                                        | Nominada      | [ 28 ]        |
| Asociación de Críticos de Cine de San Luis                        | 19 de diciembre de 2021 | Mejor actriz de reparto                               | Ruth Negga                                                        | Nominada      | [ 29 ]        |
| Toronto Film Critics Association                                  | 16 de enero de 2022     | Mejor actriz de reparto                               | Ruth Negga                                                        | Nominada      | [ 30 ]        |
| Toronto Film Critics Association                                  | 16 de enero de 2022     | Mejor película debut                                  | Rebecca Hall                                                      | Nominada      | [ 30 ]        |
| Premio USC Scripter                                               | 26 de febrero de 2022   | Film Adaptation                                       | Rebecca Hall                                                      | Pendiente     | [ 31 ]        |
| Washington D. C. Area Film Critics Association Awards             | 6 de diciembre de 2021  | Mejor actriz                                          | Tessa Thompson                                                    | Nominada      | [ 32 ]        |